# 孫慶
孫慶，字伯善，金朝末期、蒙古帝国初期将领，济南府人。父亲孙荣。
孫慶世居济南，曾祖父、祖父、父亲到没有当官。他小时候就有成人之量。严实在青崖崮结寨，孫慶前去投奔于帳下。跟随严实攻下五十余城。
据守大名的彭義斌归顺南宋，严实一度与他联和，暗中向蒙古孛鲁救援。计划蒙古軍数千騎兵在赞皇西山擒拿彭義斌。孙庆献计，援兵至，自己入北军（蒙古軍）以张其势，成败在此一举。严实驰赴，彭义斌被获。孙庆以功担任忠武校尉、济南府军资库使，改任行尚書省应办使。
1232年（壬辰）转任武略将軍、威捷軍都指揮使、兼巡捕事，升为宣武将軍。1239年（己亥）担任本路鎮撫軍民副弹压、兼行東平府录事。孫慶性剛直，于是辞官。后来，孫慶以功被严实起复为都指挥使。后来孫慶得病，五十七岁在家中去世。